# Shrooms - Trip senza ritorno
Shrooms - Trip senza ritorno (Shrooms) è un film del 2007 diretto da Paddy Breathnach. Il film è uscito in Italia il 22 agosto 2008.

## Trama
Tara, studentessa americana, si reca con i suoi amici in viaggio in Irlanda. Il suo scopo principale è quello di incontrare Jake, un ragazzo conosciuto tempo prima al college, di cui si è innamorata, tuttavia lei e i suoi amici hanno anche intenzione di consumare dei funghi allucinogeni che crescono sul posto per procurarsi uno sballo indimenticabile. Giunti sul posto, il gruppo incontra Jake e si reca insieme a lui in un bosco nelle vicinanze. Appena arrivati, i ragazzi investono una capra: uno di loro, Bluto, la uccide. Per quieto vivere, Jake consegna l'animale a due strani individui armati d'ascia che le stavano appunto dando la caccia per nutrirsene. Il gruppo si sistema quindi nel bosco in varie tende e, su richiesta di Jake, lasciano tutti i loro telefonini nel furgone. Jake spiega loro quali funghi possono assumere e da quali invece devono tenersi alla larga: in particolare ne descrive uno che porta chi lo assume alla morte o alla pazzia. 
Spinta dalla voglia di trasgredire, Tara assume proprio quel fungo: si sente immediatamente male e ha una serie di allucinazioni, tuttavia l'intervento di Jake sembra sufficiente a salvarla. Quella sera, davanti ad un fuoco, Jake racconta ai presenti la storia di una scuola gestita in quel luogo da un gruppo di religiosi che, all'insaputa del mondo esterno, compivano atti molto crudeli sui ragazzini che non avevano comportamenti remissivi, arrivando addirittura a mutilarne o ucciderne alcuni e ad obbligare uno di loro a vivere insieme ai cani da guardia. Tale racconto si conclude con una tragedia ancora più grande, in cui la vendetta del gemello di un ragazzino assassinato provoca un genocidio a cui sopravvive solo il ragazzino che viveva con i cani: questo a causa dei funghi allucinogeni che il ragazzo ha somministrato a tutti i presenti.
Quella notte, qualcuno si aggira furtivamente fra le tende: ciò provoca una rissa fra Bluto e Troy e un litigio fra Lisa, Holly e lo stesso Bluto, in seguito alla quale il ragazzo decide di assumere da solo una grande quantità dei funghi allucinogeni destinati all'intero gruppo. Il ragazzo inizia quindi ad avere visioni: parla con una mucca, gli viene praticata una fellatio da parte di una persona dall'aspetto mostruoso che sta nella vettura con cui lui e gli altri sono arrivati e viene infine salvato da Tara, che lo rimette al letto. Quella notte la ragazza ha tuttavia incubi in cui il ragazzo muore: il giorno dopo questi è sparito. Una volta che tutti tranne Tara hanno assunto gli allucinogeni, i ragazzi si separano in due gruppi per cercare il compagno. Sono proprio le ragazze a trovarne il cadavere: di lì a poco entrambi i gruppi iniziano ad essere minacciati da una forza esterna e una delle ragazze, Holly, si ritrova nella casa dei due individui incontrati all'arrivo nel bosco.
La mattanza a poco a poco continua: Holly e uno dei due individui vengono uccisi, dopo di che è la volta di Lisa, che viene annegata in uno stagno sotto gli occhi di Tara. Il responsabile di tutto sembra proprio essere il ragazzo-cane della storia raccontata da Jake, che attualmente sembra aggirarsi nella foresta. Nel frattempo anche Troy e Jake vengono aggrediti da qualcuno che spara loro con una cerbottana: i due ragazzi e Tara si riuniscono infine proprio nell'ex scuola, dove tuttavia anche i due ragazzi vengono assassinati uno dopo l'altro, apparentemente da un monaco mascherato. Tara sviene e si ritrova circondata dalla polizia, la quale ha arrestato Ernie, l'unico superstite fra i due pastori incontrati precedentemente. Tara è tuttavia convinta dell'innocenza dell'uomo: in quel momento la ragazza ha un flashback e si rende conto di essere stata lei a compiere tutti gli omicidi a causa dell'influsso del fungo. A quel punto Tara uccide il paramedico che si sta prendendo cura di lei e scappa via nel bosco.

## Distribuzione
Il film è stato girato fra Irlanda del Nord e Irlanda.
Il film è stato presentato in Gran Bretagna prima al Edinburgh International Film Festival il 23 agosto 2007, poi al Frightfest il giorno seguente; in Irlanda è stato visto per la prima il 28 ottobre successivo al Horrorthon Festival Dublin. Distribuito nelle sale cinematografiche italiane il 2 agosto 2008.

### DVD
Il DVD è stato distribuito dalla Moviemax e contiene:
- Lingue in Italiano 5.1, Italiano DTS, Inglese 5.1
- Sottotitoli in Italiano per non udenti
- 16 scene
- Trailer cinematografico originale
- Trailer cinematografico italiano
- Interviste a tre membri del cast
- Dietro le quinte
- Trailer vari dei film distribuiti dalla Moviemax
- Crediti del DVD
- Inserto Impronte Digitali

## Accoglienza

### Pubblico
Il film ha incassato 4,9 milioni di dollari al botteghino.

### Critica
Sull'aggregatore Rotten Tomatoes il film riceve il 22 % delle recensioni professionali positive con un voto medio di 4,2 su 10 basato su 18 critiche.